# Togo aux Jeux olympiques d'été de 1984
Le Togo a participé aux Jeux olympiques d'été de 1984 à Los Angeles, aux États-Unis. Le pays est revenu aux Jeux olympiques après avoir manqué les Jeux de 1976 et de 1980.

## Athlétisme
- Hommes
- Événements sur piste et sur route

| Athlète                  | Événement | Chaleur  | Chaleur | Quart de finale | Quart de finale | Demi-finale    | Demi-finale    | Final          | Final          |
| Athlète                  | Événement | Résultat | Rang    | Résultat        | Rang            | Résultat       | Rang           | Résultat       | Rang           |
| ------------------------ | --------- | -------- | ------- | --------------- | --------------- | -------------- | -------------- | -------------- | -------------- |
| Adjé Adjeoda Vignon (en) | 400 m     | 47,43    | 6       | n'a pas avancé  | n'a pas avancé  | n'a pas avancé | n'a pas avancé | n'a pas avancé | n'a pas avancé |

Événements sur le terrain
| Athlète               | Événement        | Qualification | Qualification | Final          | Final          |
| Athlète               | Événement        | Distance      | Position      | Distance       | Position       |
| --------------------- | ---------------- | ------------- | ------------- | -------------- | -------------- |
| Bilanday Bodjona (en) | Saut en longueur | 6,82          | 26            | n'a pas avancé | n'a pas avancé |
| Denou Koffi (en)      | Triple saut      | 14.44         | 26            | n'a pas avancé | n'a pas avancé |

## Boxe
Hommes
| Athlète          | Événement   | 1 tour              | 2 tours             | 3 tours             | Quarts de finale    | Demi-finales        | Final               | Final          |
| Athlète          | Événement   | Opposition Résultat | Opposition Résultat | Opposition Résultat | Opposition Résultat | Opposition Résultat | Opposition Résultat | Rang           |
| ---------------- | ----------- | ------------------- | ------------------- | ------------------- | ------------------- | ------------------- | ------------------- | -------------- |
| Yao Gaitor (en)  | Poids coq   |                     | n'a pas avancé      | n'a pas avancé      | n'a pas avancé      | n'a pas avancé      | n'a pas avancé      | n'a pas avancé |
| Avi Sodogah      | Poids plume |                     | n'a pas avancé      | n'a pas avancé      | n'a pas avancé      | n'a pas avancé      | n'a pas avancé      | n'a pas avancé |
| Ama Sodogah (en) | Léger       |                     | n'a pas avancé      | n'a pas avancé      | n'a pas avancé      | n'a pas avancé      | n'a pas avancé      | n'a pas avancé |